# Кубок Лібертадорес 2016
Кубок Лібертадорес 2016 (ісп. Copa Bridgestone Libertadores 2016) — 57-й розіграш Кубка Лібертадорес, головного міжнародного клубного футбольного турніру Південної Америки, який проводиться під егідою КОНМЕБОЛ та проходив з 3 лютого по 5 серпня 2016 року. Титульним спонсором турніру з 2013 року стала корпорація Bridgestone, яка підписала контракт із КОНМЕБОЛом на 5 років.
Переможцем турніру став Атлетіко Насьйональ, який здобув право на участь у Клубному чемпіонаті світу 2016 та Рекопа Південної Америки 2017, а також пряму путівку в груповий етап наступного розіграшу Кубка Лібертадорес.

## Жеребкування
Жеребкування турніру пройшло 22 грудня 2015 року в Парагваї.
На першому етапі 12 клубів розіграли в очних матчах шість путівок у групову стадію. Команди були розбиті на сіяні та несіяні.
| Перший етап                                                               | Перший етап |
| Сіяні                                                                     | Несіяні |
| ------------------------------------------------------------------------- | --- |
| - Сан-Паулу - Універсідад де Чилі - Санта-Фе - Гуарані - Расінг - Каракас | - Орієнте Петролеро - Уракан - Індепендьєнте дель Вальє - Універсідад Сесар Вальєхо - Рівер Плейт Монтевідео - Пуебла |

- Кошик 1: «Рівер Плейт» (Аргентина), «Бока Хуніорс» (Аргентина), «Пеньяроль» (Уругвай), «Насьональ» (Уругвай), «Олімпія» (Парагвай), «Корінтіанс» (Бразилія), «Атлетіко Мінейро» (Бразилія), «Сан-Лоренсо» (Аргентина).
- Кошик 2: «Греміо» (Бразилія), «Емелек» (Еквадор), «Серро Портеньо» (Парагвай), «Атлетіко Насьональ» (Колумбія), «Болівар» (Болівія), «Коло-Коло» (Чилі), «Палмейрас» (Бразилія), «Стронгест» (Болівія).
- Кошик 3: ЛДУ Кіто (Еквадор), «Спортінг Кристал» (Перу), «Депортіво Калі» (Колумбія), «Депортіво Тачира» (Венесуела), «Росаріо Сентраль» (Аргентина), «Мельгар» (Перу), «Кобресал» (Чилі), «Трухільянос» (Венесуела).

## Розклад матчів
| Етап         | Перший матч                                     | Другий матч                                     |
| ------------ | ----------------------------------------------- | ----------------------------------------------- |
| Перший раунд | 3 лютого                                        | 10 лютого                                       |
| Другий раунд | 17, 24 лютого 2, 9, 16 березня 6, 13, 20 квітня | 17, 24 лютого 2, 9, 16 березня 6, 13, 20 квітня |
| 1/8 фіналу   | 27 квітня                                       | 4 травня                                        |
| 1/4 фіналу   | 11, 18 травня                                   | 18, 25 травня                                   |
| 1/2 фіналу   | 6 липня                                         | 13 липня                                        |
| Фінал        | 20 липня                                        | 27 липня                                        |

## Перший етап
Матчі пройшли з 2 по 11 лютого 2016 року.
| Команда 1                 | Заг.    | Команда 2           | 1-й матч | 2-й матч |
| ------------------------- | ------- | ------------------- | -------- | -------- |
| Орієнте Петролеро         | 1–6     | Санта-Фе            | 1–3      | 0–3      |
| Уракан                    | 2–2 (ч) | Каракас             | 1–0      | 1–2      |
| Пуебла                    | 2–3     | Расінг              | 2–2      | 0–1      |
| Рівер Плейт               | 2–0     | Універсідад де Чилі | 2–0      | 0–0      |
| Індепендьєнте дель Вальє  | 2–2 (ч) | Гуарані             | 1–0      | 1–2      |
| Універсідад Сесар Вальєхо | 1–2     | Сан-Паулу           | 1–1      | 0–1      |

## Другий етап
До 6 переможців першого етапу приєднались 26 команд, які напряму потрапили до другого етапу. 32 команди поділені на 8 груп по 4 команди.
| Умовні позначення                 |
| --------------------------------- |
| Команди, які вийшли до 1/8 фіналу |

### Група 1
| М | Команда      | І | В | Н | П | РМ   | О  |
| - | ------------ | - | - | - | - | ---- | -- |
| 1 | Рівер Плейт  | 6 | 3 | 2 | 1 | 17−7 | 11 |
| 2 | Сан-Паулу    | 6 | 2 | 3 | 1 | 11−5 | 9  |
| 3 | Зе Стронгест | 6 | 2 | 2 | 2 | 6−11 | 8  |
| 4 | Трухільянос  | 6 | 1 | 1 | 4 | 7−18 | 4  |

### Група 2
| Клуб                     | І | В | Н | П | ГЗ | ГП | РГ | О  |
| ------------------------ | - | - | - | - | -- | -- | -- | -- |
| Росаріо Сентраль         | 6 | 3 | 2 | 1 | 13 | 8  | +5 | 11 |
| Насьональ                | 6 | 2 | 3 | 1 | 6  | 6  | 0  | 9  |
| Палмейрас                | 6 | 2 | 2 | 2 | 12 | 8  | +4 | 8  |
| Рівер Плейт (Монтевідео) | 6 | 0 | 3 | 3 | 6  | 15 | -9 | 3  |

### Група 3
| Клуб           | І | В | Н | П | ГЗ | ГП | РГ  | О  |
| -------------- | - | - | - | - | -- | -- | --- | -- |
| Бока Хуніорс   | 6 | 3 | 3 | 0 | 11 | 4  | +7  | 12 |
| Расінг         | 6 | 2 | 3 | 1 | 11 | 7  | +4  | 9  |
| Болівар        | 6 | 1 | 3 | 2 | 10 | 10 | 0   | 6  |
| Депортіво Калі | 6 | 0 | 3 | 3 | 7  | 18 | -11 | 3  |

### Група 4
| Клуб                | І | В | Н | П | ГЗ | ГП | РГ  | О  |
| ------------------- | - | - | - | - | -- | -- | --- | -- |
| Атлетіко Насьйональ | 6 | 5 | 1 | 0 | 12 | 0  | +12 | 16 |
| Уракан              | 6 | 2 | 2 | 2 | 7  | 7  | 0   | 8  |
| Пеньяроль           | 6 | 1 | 2 | 3 | 5  | 11 | -6  | 5  |
| Спортінг Крістал    | 6 | 1 | 1 | 4 | 9  | 15 | -6  | 4  |

### Група 5
| Клуб                     | І | В | Н | П | ГЗ | ГП | РГ  | О  |
| ------------------------ | - | - | - | - | -- | -- | --- | -- |
| Атлетіку Мінейру         | 6 | 4 | 1 | 1 | 12 | 4  | +8  | 13 |
| Індепендьєнте дель Вальє | 6 | 3 | 2 | 1 | 7  | 4  | +3  | 11 |
| Коло-Коло                | 6 | 2 | 3 | 1 | 4  | 5  | -1  | 9  |
| Мельгар                  | 6 | 0 | 0 | 6 | 2  | 12 | -10 | 0  |

### Група 6
| Клуб        | І | В | Н | П | ГЗ | ГП | РГ | О  |
| ----------- | - | - | - | - | -- | -- | -- | -- |
| Толука      | 6 | 4 | 1 | 1 | 9  | 5  | +4 | 13 |
| Греміу      | 6 | 3 | 2 | 1 | 10 | 6  | +4 | 11 |
| Сан-Лоренсо | 6 | 0 | 4 | 2 | 5  | 8  | -3 | 4  |
| ЛДУ Кіто    | 6 | 1 | 1 | 4 | 7  | 12 | -5 | 4  |

### Група 7
| Клуб                | І | В | Н | П | ГЗ | ГП | РГ | О  |
| ------------------- | - | - | - | - | -- | -- | -- | -- |
| УНАМ Пумас          | 6 | 5 | 0 | 1 | 17 | 8  | +9 | 15 |
| Депортіво Тачира    | 6 | 3 | 0 | 3 | 6  | 11 | -5 | 9  |
| Олімпія (Асунсьйон) | 6 | 2 | 1 | 3 | 12 | 12 | 0  | 7  |
| Емелек              | 6 | 1 | 1 | 4 | 10 | 14 | -4 | 4  |

### Група 8
| М | Команда         | І | В | Н | П | РМ   | О  |
| - | --------------- | - | - | - | - | ---- | -- |
| 1 | Корінтіанс      | 6 | 4 | 1 | 1 | 13−4 | 13 |
| 2 | Серро Портеньйо | 6 | 3 | 1 | 2 | 6−7  | 10 |
| 3 | Санта-Фе        | 6 | 2 | 2 | 2 | 6−4  | 8  |
| 4 | Кобресаль       | 6 | 1 | 0 | 5 | 4−14 | 3  |

## Плей-оф

### 1/8 фіналу
Перші матчі відбулися 26-28 квітня 2016 року, матчі-відповіді 3-5 травня 2016 року.
| Команда 1                | Заг.    | Команда 2           | 1-й матч | 2-й матч |
| ------------------------ | ------- | ------------------- | -------- | -------- |
| Уракан                   | 2–4     | Атлетіко Насьйональ | 0–0      | 2–4      |
| Депортіво Тачира         | 1–2     | УНАМ                | 1–0      | 0–2      |
| Насьйональ               | 2–2 (ч) | Корінтіанс          | 0–0      | 2–2      |
| Расінг                   | 1–2     | Атлетіку Мінейру    | 0–0      | 1–2      |
| Сан-Паулу                | 5–3     | Толука              | 4–0      | 1–3      |
| Серро Портеньйо          | 2–5     | Бока Хуніорс        | 1–2      | 1–3      |
| Індепендьєнте дель Вальє | 2–1     | Рівер Плейт         | 2–0      | 0–1      |
| Греміу                   | 0–4     | Росаріо Сентраль    | 0–1      | 0–3      |

### 1/4 фіналу
Перші матчі відбулися 11-12 та 17 травня 2016 року, матчі-відповіді 18-19 та 24 травня 2016 року.
| Команда 1                | Заг.           | Команда 2           | 1-й матч | 2-й матч |
| ------------------------ | -------------- | ------------------- | -------- | -------- |
| Росаріо Сентраль         | 2–3            | Атлетіко Насьйональ | 1–0      | 1–3      |
| Індепендьєнте дель Вальє | 3–3 (пен. 5–3) | УНАМ                | 2–1      | 1–2      |
| Насьйональ               | 2–2 (пен. 3–4) | Бока Хуніорс        | 1–1      | 1–1      |
| Сан-Паулу                | 2–2 (ч)        | Атлетіку Мінейру    | 1–0      | 1–2      |

### Півфінали
Перші матчі відбулися 6-7 липня 2016 року, матчі-відповіді 13–14 липня 2016 року.
| Команда 1                | Заг. | Команда 2           | 1-й матч | 2-й матч |
| ------------------------ | ---- | ------------------- | -------- | -------- |
| Сан-Паулу                | 1–4  | Атлетіко Насьйональ | 0–2      | 1–2      |
| Індепендьєнте дель Вальє | 5–3  | Бока Хуніорс        | 2–1      | 3–2      |

### Фінал
| Команда 1                | Заг. | Команда 2           | 1-й матч | 2-й матч |
| ------------------------ | ---- | ------------------- | -------- | -------- |
| Індепендьєнте дель Вальє | 1–2  | Атлетіко Насьйональ | 1–1      | 0–1      |

| 20 липня 2016 19:45 |

| Індепендьєнте дель Вальє | 1–1      | Атлетіко Насьйональ |
| ------------------------ | -------- | ------------------- |
| Міна 86'                 | Протокол | Берріо 35'          |

| Олімпійський стадіон, Кіто Глядачів: 38,500 Арбітр: Енріке Касерес (Парагвай) |

| 27 липня 2016 19:45 |

| Атлетіко Насьйональ | 1–0      | Індепендьєнте дель Вальє |
| ------------------- | -------- | ------------------------ |
| Борха 8'            | Протокол |                          |

| Атанасіо Гірардот, Медельїн Глядачів: 46,000 Арбітр: Нестор Пітана (Аргентина) |

## Бомбардири
| # | Гравець            | Клуб                     | Голів |
| - | ------------------ | ------------------------ | ----- |
| 1 | Хонатан Кальєрі    | Сан-Паулу                | 9     |
| 2 | Марко Рубен        | Росаріо Сентраль         | 8     |
| 2 | Ісмаель Соса       | УНАМ                     | 8     |
| 4 | Хосе Енріке Ангуло | Індепендьєнте дель Вальє | 6     |
| 4 | Хуніор Сорноса     | Індепендьєнте дель Вальє | 6     |

Джерело: CONMEBOL.com